# Marija Vetsera
Marie Alexandrine Freiin von Vetsera (Beč, 19. ožujka 1871. – Dvorac Mayerling, 30. siječnja 1889.), austrijska barunica i ljubavnica prijestolonasljednika Rudolfa.
Nastradala je zajedno s Rudolfom u aferi Mayerling.